# Goniocera maxima
Goniocera maxima là một loài ruồi trong họ Tachinidae.